# Qualificazioni al campionato mondiale di calcio 2014 - OFC - Terzo round
Il terzo turno vede competere le prime e le seconde classificate della Coppa delle nazioni oceaniane 2012.
Le partite si giocano tra il 7 settembre 2012 e il 26 marzo 2013. La vincente accede allo spareggio contro la quarta classificata del quarto turno CONCACAF.

## Squadre qualificate
| Gruppo A               | Gruppo B                     |
| ---------------------- | ---------------------------- |
| Tahiti Nuova Caledonia | Nuova Zelanda Isole Salomone |

## Classifica
| Squadra         | Pt | G | V | N | P | GF | GS | DR  |
| --------------- | -- | - | - | - | - | -- | -- | --- |
| Nuova Zelanda   | 18 | 6 | 6 | 0 | 0 | 17 | 2  | +15 |
| Nuova Caledonia | 12 | 6 | 4 | 0 | 2 | 17 | 6  | +11 |
| Tahiti          | 3  | 6 | 1 | 0 | 5 | 2  | 12 | -10 |
| Isole Salomone  | 3  | 6 | 1 | 0 | 5 | 5  | 21 | -16 |

## Risultati
| Arbitro: | Hauata |

|  |           |                     |
|  | Marcatori | 12’ Smeltz 40’ Wood |

| Arbitro: | Cross |

|                         |           |  |
| Fa'arodo 16’ Teleda 60’ | Marcatori |  |

| Arbitro: | Billon |

|                                                                       |           |              |
| Smeltz 12’ Barbarouses 25’ Killen 53’ Lochhead 69’ Wood 80’ Rojas 83’ | Marcatori | 51’ Fa'arodo |

| Arbitro: | Achari |

|  |           |                                           |
|  | Marcatori | 55’ Lolohea 57’, 63’ Kaï 89’ Gope-Fenepej |

| Arbitro: | O'Leary |

|                     |           |                                                                   |
| Tanito 33’ Nawo 59’ | Marcatori | 8’ Kayara 45’, 81’, 90+1’ Gope-Fenepej 78’ (aut.) Faisi 88’ Haeko |

| Arbitro: | George |

|  |           |                        |
|  | Marcatori | 24’ Smeltz 82’ Sigmund |

| Arbitro: | Zitouni |

|                                                       |           |  |
| Gope-Fenepej 5’ Kayara 12’ Kabeu 31’ Lolohea 45’, 90’ | Marcatori |  |

| Arbitro: | Oiaka |

|                                 |           |  |
| McGlinchey 3’, 90+4’ Killen 90’ | Marcatori |  |

| Arbitro: | Delovski |

|                        |           |             |
| Killen 10’ Smith 90+4’ | Marcatori | 56’ Lolohea |

| Arbitro: | Achari |

|                          |           |  |
| Bourebare 28’ Vallar 82’ | Marcatori |  |

| Arbitro: | Varman |

|             |           |  |
| Lolohea 86’ | Marcatori |  |

| Arbitro: | Jacques |

|  |           |               |
|  | Marcatori | 3’, 88’ Payne |